# Cartaya (kommun)
Cartaya är en kommun i Spanien.   Den ligger i provinsen Provincia de Huelva och regionen Andalusien, i den sydvästra delen av landet, 500 km sydväst om huvudstaden Madrid. Antalet invånare är 19 185. Arean är 226 kvadratkilometer. Cartaya gränsar till Lepe, Ayamonte, Sanlúcar de Guadiana, Villanueva de los Castillejos, Gibraleón och Punta Umbría. 
Terrängen i Cartaya är platt.